# Мешок для мусора
Мешок для мусора — общий термин для обозначения различных пластиковых мешков и других подобных материалов, предназначенных для размещения в них мусора и использующихся, как правило, в домашних условиях. Такие мешки обычно помещаются в различные контейнеры для мусора и не допускают загрязнения мусором внутренней поверхности этих контейнеров. Мешки для мусора предназначены для одноразового использования и выбрасываются в ёмкости для мусора вместе с находящимися в них отходами. Из-за своей низкой стоимости и удобства использования пластиковые мешки для мусора получили большое распространение в быту.
Мешки для мусора могут быть различных форм и размеров. Часто после наполнения отходами мешок стягивают и завязывают сверху, чтобы мусор не вывалился из него.
В некоторых городах местная программа сбора и вывоза мусора предполагает покупку жителями конкретного вида мешков для мусора с официальной маркировкой, средства от которой идут на оплату труда муниципальных мусорщиков.
Идею использования пластиковых мешков для сбора отходов, как считается, первыми высказали три канадца: Гарри Базилик, Ларри Хансен и Фрэнк Пломп. Телесеть CBC поставила мешок для мусора на 37-е место в своём списке «пятидесяти величайших канадских изобретений»
Недостатки пластиковых мешков для мусора, важнейшими из которых являются загрязнение окружающей среды расходными материалами и предотвращение разложения органических веществ в мешке, что приводит к выбросам метана, вызывают протесты относительно их использования со стороны активистов по охране окружающей среды. В качестве альтернативы предлагается использование мешков, изготовленных из нетоксично быстроразлагающихся материалов, например, бумаги.